# Tellurite
La tellurite è un minerale.

## Abito cristallino
Prismatico.

## Origine e giacitura
Come prodotto secondario delle zone di ossidazione dei minerali di tellurio.

## Forma in cui si presenta in natura
In cristalli aciculari che si allungano secondo {001} o in listelli sottili secondo {010} spesso striati secondo {001}. In masse sferiche secondo una struttura raggiata. I campioni sono talora ricoperti di polvere.

## Località di ritrovamento
In varie località transilvane, in particolar modo a Sacaramb, nei monti Altai occidentali nella Siberia meridionale; in Giappone ove la tellurite è stata trovata associata a tetradimite e nagyágite; in alcune contee del Colorado e nel Nevada.

## Caratteristiche chimico fisiche
- Peso molecolare: 159,60 grammomolecole[1][2]
- Fosforescenza: assente[2]
- Magnetismo: assente[1][2]
- Birifrangenza: δ: 0,350[3]
- Molecole per unità di cella: 8[1]
- Volume di unità di cella: 363,6 Å³[1]
- Indici di rifrazione: 2 | 0 | 0 | 0 | 0 | 0[1]
- Solubilità: il minerale risulta facilmente solubile in acidi nitrico e cloridrico ed alcali; debolmente solubile in acqua[4].
- Densità di elettroni: 5,03 g/cm³[2]
- Indici quantici[2]:
  - Fermioni: 0,06
  - Bosoni: 0,94
- Indici di fotoelettricità[2]:
  - PE: 287,88 barn/elettroni
  - ρ: 1447,32 barn/cm³
- Indice di radioattività GRapi: (0 (il minerale non è radioattivo)[2]